# Yosep IV Hindi
Timotheus Lazar Hindi (Amida, 14 settembre 1726 – Roma, 1791) è stato arcieparca di Amida e patriarca della Chiesa caldea con il nome di Yosep IV.
Nativo di Amida (oggi Diyarbakır) nel nord della Mesopotamia (oggi Kurdistan turco), fu alunno di Propaganda Fide al collegio Urbaniano di Roma, dove ricevette l'ordinazione sacerdotale; l'8 febbraio 1857 fu consacrato arcieparca di Amida e vicario patriarcale. Alla morte del patriarca Yosep III Maraugin (1759) fu nominato patriarca della Chiesa caldea e confermato da papa Clemente XIII il 25 marzo 1759; ricevette il pallio il 9 aprile dello stesso anno.
Dopo la sua elevazione al trono patriarcale, fece un viaggio a Roma, dove ebbe occasione di far stampare, in lingua caldea, un messale ed un evangeliario.
Come il suo predecessore, a causa degli oneri fiscali imposti dal governo turco, visitò le corti europee per raccogliere fondi. Ma non ebbe molto successo.
Ritornato ad Amida, rassegnò le dimissioni dal patriarcato nell'agosto 1780, accettate dalla Santa Sede nel 1781. Si ritirò quindi a Roma, dove morì dieci anni dopo, nel 1791.
Prima di dimettersi, aveva affidato il governo del Patriarcato al nipote Augustin Hindi, che era ancora un semplice sacerdote.